# 1967 en Lorraine
Chronologie de la Lorraine
- 1963
- 1964
- 1965
- 1966
- 1967
- 1968
- 1969
- 1970
- 1971

Cette page est une liste d'événements qui se sont produits durant l'année 1967 en Lorraine.

## Événements

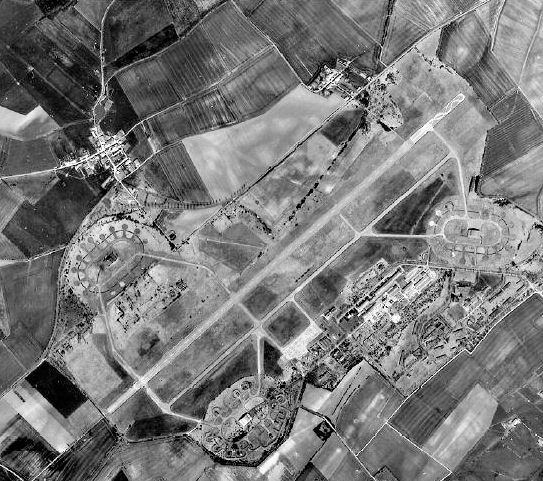
Chambley-Bussieres en 2003

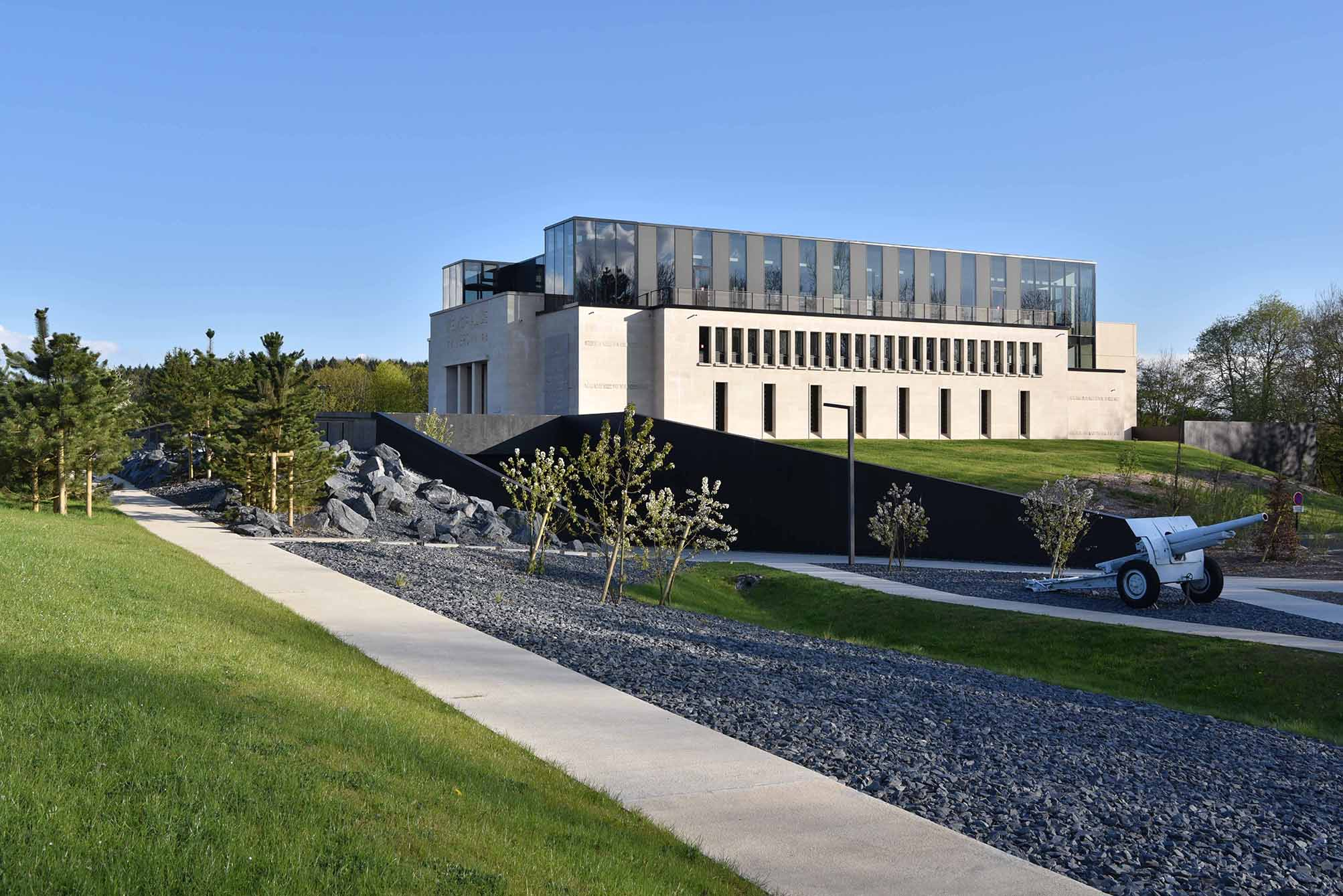
Mémorial de Verdun après les travaux de rénovation de 2016

Drapeau de l'OTAN.

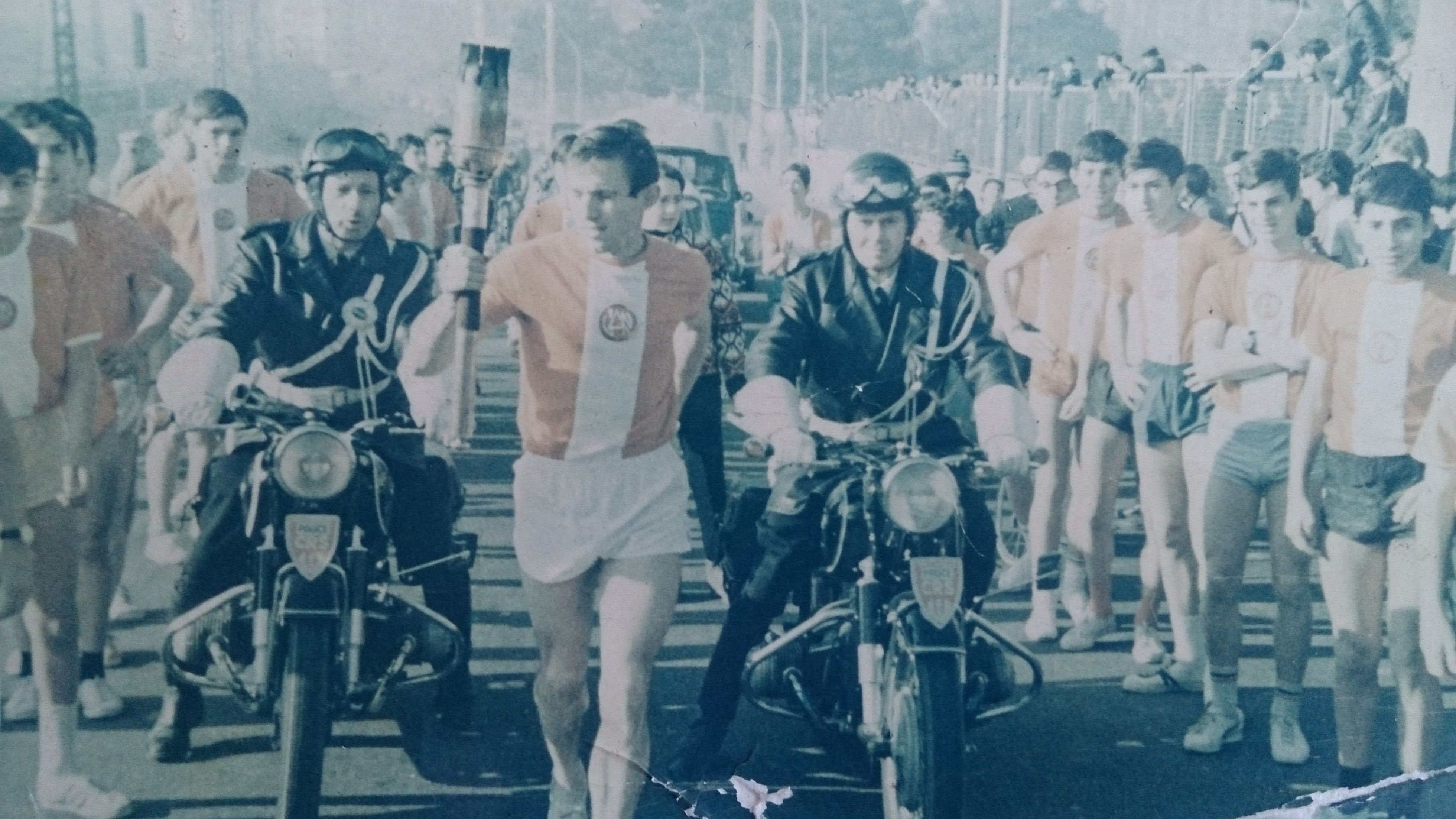
Serge Bord portant la flamme olympique, en route vers Grenoble.

- Fermeture de la Brasserie Lorraine à Metz (Devant-les-Ponts)[1].
- Création de la société Faure et Machet (FM Logistic à Phalsbourg[2].
- Fermetures, de la Mine de Valleroy, de la Mine de Sancy  à Trieux, de la mine d'Hussigny et de la Mine de Murville à  Mont-Bonvillers[3].
- Jacques Beauvallet est nommé gouverneur militaire de Metz et Commandant de la 6e région militaire.
- Christian Poirot et Jacques Greder remportent le Rallye de Lorraine sur une Porsche 904 Carrera GTS[4].
- Fondation de l'Association sportive Nancy-Lorraine, couramment abrégé en ASNL ou AS Nancy-Lorraine, club de football évoluant parmi l'élite du football français.
- Première participation du FC Metz à une coupe d'Europe de football.
- Création de l'ASPTT Metz, actuellement Metz handball.
- Durant les années 1960, la Nouvelle Compagnie générale d’électricité de Nancy ne parvient pas à maintenir un niveau d'activité suffisant. En 1967, la compagnie est rachetée par la Compagnie Électro-Mécanique (CEM) et est désignée par « Compagnie Électro-Mécanique, Établissement de Nancy ».

- 12 mars et 3 avril, sont élus députés de Meurthe-et-Moselle pour la troisième législature de la cinquième république pour la  : Jean Bertrand, membre du Parti communiste français, élu dans la sixième circonscription; Christian Fouchet, UD-Ve République; William Jacson, réélu, membre de l' UD-Ve République ; Jacques Trorial, UD-Ve, élu dans la  7e circonscription; Pierre Weber, réélu, siégeant au sein du groupe des Républicains Indépendants;  Roger Souchal, UD-Ve;  Jean Bichat, RI et André Picquot, RI
- Sont élus députés de la Meuse : André Beauguitte, siégeant au sein du groupe des Républicains Indépendants et Louis Jacquinot, CNI.
- Sont élus députés de la Moselle : Jean Coumaros, réélu dans la 6e circonscription; César Depietri, membre du Parti communiste français; Étienne Hinsberger, réélu dans la 7e circonscription ; Georges Thomas (homme politique), dans la 8e circonscription; Raymond Mondon (1914-1970); Joseph Schaff, réélu dans la 2e circonscription; Maurice Schnebelen, réélu, siège avec les Républicains indépendants et Julien Schvartz, réélu dans de la 5e circonscription de la Moselle.
- Sont élus députés des Vosges : Marcel Hoffer; Maurice Lemaire; Christian Poncelet et Albert Voilquin.
- 1 avril : fin de l'utilisation par l'United States Air Forces in Europe de la base aérienne de Chambley-Bussières (en anglais : Chambley-Bussières Air Base) qui lui avait été assignée en 1953 (son code OACI était alors LF5424').
- Août 1967 : Patricia Stabile est élue reine de la mirabelle[5]
- 15 septembre : l'armée de l'air française s'installe sur l'ancienne plateforme de l'USAFE construite en 1952 au titre de l'Organisation du traité de l'Atlantique nord connue sous le nom de Toul-Rosières Air Base (TRAB), qui devient la Base aérienne 136 Toul-Rosières.
- 17 septembre : inauguration du Mémorial de Verdun, créé à l'initiative du Comité National du Souvenir de Verdun et de son président Maurice Genevoix, le musée est alors un lieu de mémoire pour les anciens combattants de la Première Guerre mondiale. Le mémorial de Verdun est inauguré en présence d'Henri Duvillard, ministre des Anciens combattants[6].

« Ce Mémorial a été édifié par les survivants de Verdun, en souvenir de leurs camarades tombés dans la bataille pour que ceux qui viennent se recueillir et méditer aux lieux mêmes de leur sacrifice, comprennent l’idéal et la foi qui les ont inspirés et soutenus »
— Maurice Genevoix
- 16 décembre : dernière exécution capitale en Moselle[8], à Metz [9] l'exécution eut lieu en début de matinée. Le légionnaire déserteur Günther Volz avait violé et tué une petite fille de 9 ans[10]. Quelques heures plus tard était apposée à la porte de la prison une affichette avec la mention : « Ce jour à 5 heures du matin, à la suite du verdict de la cour d'assises de la Moselle du 23 juin 1967 et après refus de grâce, l'exécuteur en chef des arrêts criminels a reçu au greffe de la maison d'arrêt de Metz le nommé Gunther Volz, aide couvreur, célibataire, condamné à la peine capitale, et l'a conduit dans une cour située dans l'enceinte dudit établissement, où il a été exécuté à mort, la tête tranchée conformément à l'article 12 du Code pénal. »
- 22 décembre : la flamme olympique fait un passage à Metz avant de se diriger vers Nancy et poursuivre sa route vers Grenoble, ville hôte des Jeux olympiques d'hiver de 1968[11].

## Naissances

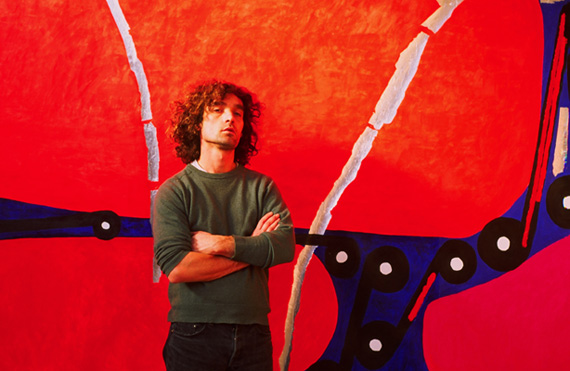
Pascal François

- Ginesa Ortega Cortés (Metz, 1967), chanteuse catalane de flamenco.
- 3 janvier à Nancy : Pascal François, artiste français.
- 19 janvier à Remiremont : Valérie Perrin, romancière française. Elle est aussi photographe de plateau et scénariste.
- 21 janvier à Rambervillers : Jean-Pierre Vuillemin, prélat catholique français, évêque du Mans.
- 6 février à Nancy : Nathalie Choux, auteure et illustratrice de littérature jeunesse.
- 18 février à Villerupt : Stéphane Patte, entraineur et ancien joueur français de volley-ball. Il mesure 1,94 m et évoluait au poste de Central.
- 25 mars à Nancy : Marie-Agnès Poussier-Winsback, femme politique française.
- 3 avril à Metz : Christian Malis, mort le 20 novembre 2017 à Versailles[12], historien français, docteur habilité en histoire contemporaine et spécialiste de la stratégie militaire.
- 18 avril à Metz : Paul-Éric Blanrue[13],  essayiste français.
- 5 mai à Vittel : Guy Accoceberry (Acco), joueur de rugby à XV international français évoluant au poste de demi de mêlée au sein de l'effectif du Club athlétique Bordeaux-Bègles Gironde après avoir quitté à 18 ans Tyrosse.
- 10 mai à Metz : Thomas Besch, auteur et chercheur en francophonie (Louisiana Cajun French). De 2003 à 2005, il enseigne à East Thibodaux Middle School, Paroisse de Lafourche et à l'Université de Louisiane à Lafayette.
- 11 mai à Mont-Saint-Martin : Laurent Guillaume, écrivain français, auteur de romans policiers.
- 24 mai à Verdun : Édith Masson, écrivaine française.
- 1 juin à Metz : Olivier Delaitre, joueur et entraîneur de tennis français, professionnel de 1986 à 2000.
- 22 juin à Saint-Dié-des-Vosges : Philippe Nessmann, auteur français de romans, d’albums et de livres documentaires pour la jeunesse.
- 29 juin à Dombasle-sur-Meurthe : Olivier Romac, auteur et illustrateur de récits de fantasy et d'aventures.
- 18 juillet à Nancy : Vincent Bailly, dessinateur de bande dessinée.
- 28 juillet à Nancy : Emmanuel Pierrot, photographe français connu surtout pour son travail de nature morte développé en atelier. Il collabore régulièrement avec le monde de la culture, de l’édition et de la presse et consacre une partie de son temps à l’enseignement et à la transmission dans le cadre de l’atelier StudioP8, à la faculté de Paris VIII. L’ensemble de ses archives sont distribuées par l’agence VU1.
- 2 août à Hayange : Frédéric Pillot, illustrateur et dessinateur de bande dessinée français.
- 4 août à Thionville : Jeannette Gregori dite Janna Gregori, photographe française.
- 27 septembre à Thionville : Francis Renaud, producteur de cinéma, réalisateur, scénariste et acteur français. Il est également artiste peintre, sculpteur et designer à son propre atelier, l'Atelier 9.5.
- 5 octobre à Metz : Thierry Corona, sommelier français, Président de l’Association des Sommeliers d’Europe.
- 14 octobre à Hayange : Vincent Warnier[14], organiste et improvisateur français, concertiste international, titulaire des grandes orgues de l'église Saint-Étienne-du-Mont de Paris et professeur d'orgue à l'École normale de musique de Paris.
- 14 novembre à Metz  : Raphaël Piolanti, athlète français, de 1,82 m pour 102 kg, licencié au AC Amnéville, spécialiste du lancer du marteau.
- 15 novembre :
  - à Nancy : Valérie Hénin, boxeuse et taekwondoïste française. Également championne du monde de kick boxing et de full contact Valérie a par ailleurs animé la météo sur RTL9 et a été commentatrice de combats de kick/thaï sur Canal+ mais aussi cascadeuse sur le film Danny the Dog. Elle a participé au court-métrage Furie et est actuellement directrice et enseignante au Punch Nancy.
  - à Saint-Dié-des-Vosges : Grégoire Balland[15],[16], coureur cycliste français.

## Décès
- 2 janvier à Nancy : Charles Clerc, né à Bilbao le 29 mai 1908, résistant, Compagnon de la Libération et industriel à Nancy.
- 7 octobre à Nancy : Jacques Parisot, né le 15 juin 1882 à Nancy (France), médecin français, considéré comme l'un des initiateurs de l'action sanitaire et sociale telle qu'on la conçoit aujourd'hui.
- 11 octobre à Nancy : Marcel Picot, né le 16 juin 1893 à Nancy, entrepreneur français, qui a été président du SUL (stade universitaire lorrain) passionné de rugby, qui a consacré sa fortune à faire construire à Tomblaine un stade ou évoluait l'équipe de rugby (créée en 1904 sous l'appellation Stade Lorrain), et est à l'origine du stade de football de la ville, qui porte aujourd'hui son nom.